# Lex Optima
La lex Optima va ser una antiga llei romana de data desconeguda, que donava imperium absolut al dictador romà. El nom significava que tot li estava subordinat; més tard el dictador va perdre el poder absolut i les seves decisions van poder ser apel·lades.